# Fundación de la Universidad de Manchester NHS Trust
Manchester University NHS Foundation Trust es una Fundación NHS Acute Foundation que opera 9 hospitales en todo el Gran Mánchester. Fue formado por la fusión de la Fundación de la Fundación NHS de los Hospitales de la Universidad Central de Manchester con la Fundación de la Fundación del NHS del Hospital Universitario de South Manchester el 1 de octubre de 2017..

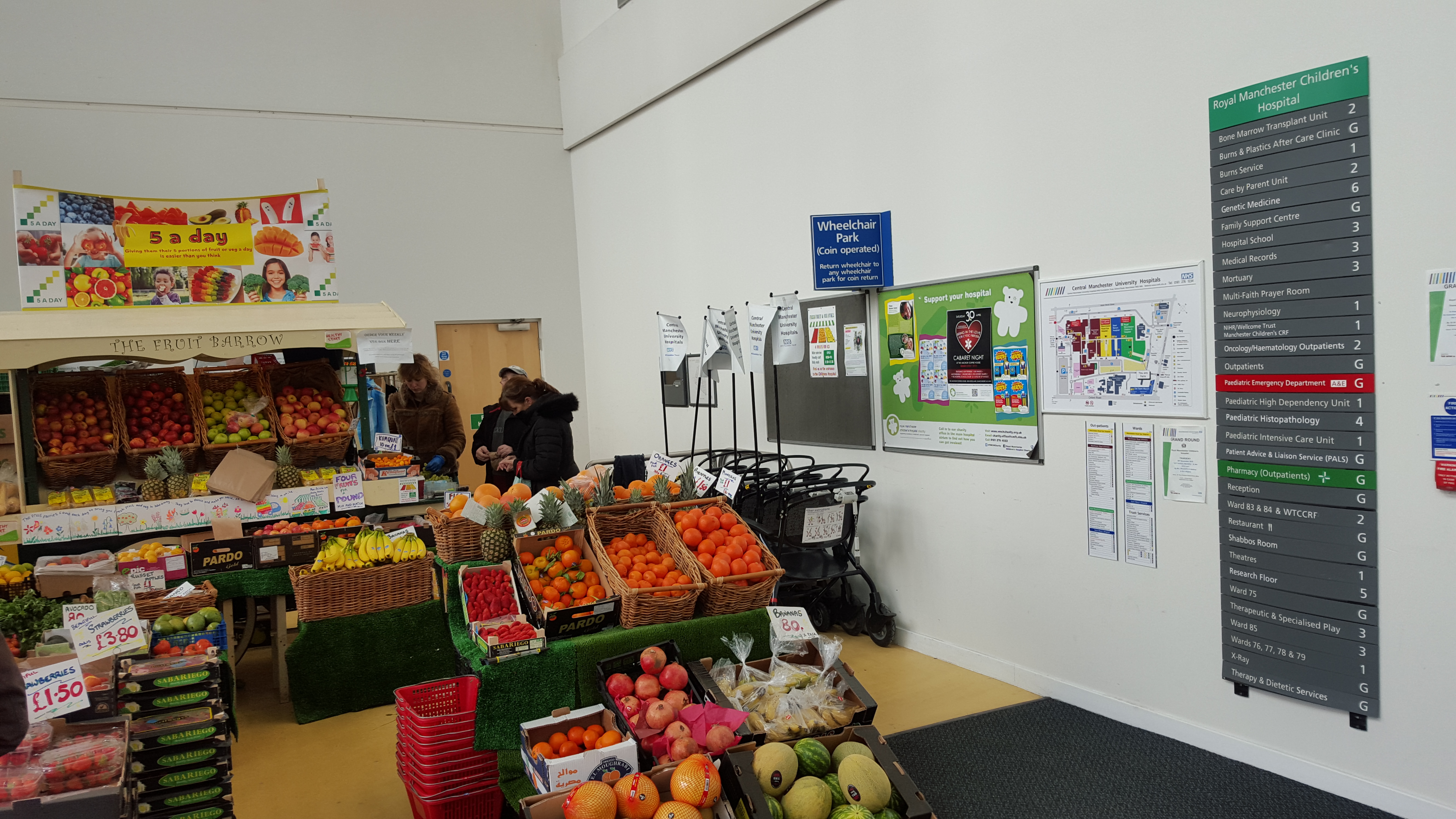
Puesto de frutas y verduras en la entrada principal de la Fundación NHS de la Universidad de Manchester

Es el mayor fideicomiso del NHS en el Reino Unido, con un ingreso de £ 1,6 mil millones y 21,945 empleados..
Se espera que el fideicomiso se haga cargo del Hospital General del Norte de Manchester en 2019, actualmente administrado por Pennine Acute Hospitals NHS Trust, lo que lo convierte en el Hospital Trust más grande de Inglaterra.
Antes de la formación del nuevo fideicomiso, la Autoridad de Competencia y Mercados decidió que, si bien la fusión reduciría sustancialmente la competencia entre los servicios de salud en el área, los beneficios para los pacientes eran "más significativos".
En enero de 2018, el fideicomiso obtuvo un préstamo de £ 125 millones del Fondo de Fideicomiso Independiente del Departamento de Salud. Se utilizarán £ 50 millones para desplegar el registro electrónico de pacientes de Allscripts, ya utilizado en Wythenshawe, en el sitio del centro de Manchester. También permitirá la reconfiguración de los departamentos de accidentes y emergencias con la separación del flujo de incidentes mayores y menores, y un nuevo espacio de evaluación de atención primaria en las puertas de entrada, mantenimiento de pedidos pendientes en Wythenshawe y soporte de liquidez de £ 12 millones..
Se está construyendo un helipuerto en la parte superior del estacionamiento de Grafton Street para atender a los hospitales del fideicomiso. Costará £ 3.9 millones, que ha sido recaudado por la organización benéfica del fideicomiso. Se conectará a los hospitales por un puente de 130 metros de largo a 19 metros sobre el nivel de la calle. Se espera que atienda a unos 312 pacientes trasladados al sitio cada año..